# Десислава Пейчева
Десислава Пейчева е българска състезателка по художествена гимнастика.
Десислава се занимава с художествена гимнастика от 2000 г. като нейна първа треньорка е Гълобова от клуб „Левски“ София.
След Австрия, Пейчева преминава в клуб „Илияна“. На състезанието Paris Rythmique в Париж през декември 2008 заема две първи места на въже и бухалки в категория старша възраст.  На международния турнир „Руми и Албена“ във Варна печели второ място в категория девойки старша възраст. Веднага след това в края на август заминава за Испания, Албасете, където печели златен медал на лента, сребърен медал на обръч и бронзов медал на топка. Печели първия международен турнир по художествена гимнастика за купа „Черноморец“ в категория старша възраст.
На финалите на държавното първенство през 2009 година се класира съответно на трето място на топка и лента, и на второ място на въже, обръч и в многобоя.